# Salem (Spanyolország)
Salem település Spanyolországban, Valencia tartományban. Salem Beniarrés és Lorcha/L'Orxa községekkel határos. Lakosainak száma 394 fő (2024).

## Népesség
A település népessége az utóbbi években az alábbiak szerint változott:
| Lakosok száma | 468  | 482  | 482  | 486  | 464  | 438  | 437  | 424  | 411  | 394  |
|               | 2001 | 2004 | 2007 | 2009 | 2012 | 2014 | 2017 | 2019 | 2022 | 2024 |